# Канадиан (футбольный клуб)
«Кана́диан» (исп. Canadian Soccer Club; Canadian Keguay) — уругвайский футбольный клуб из Монтевидео. С 2019 года выступает в Первом любительском дивизионе Уругвая.

## История
Клуб был основан в Монтевидео в декабре 2010 года по инициативе уругвайских мигрантов, проживающих в Канаде. Основателями клуба стали Фернандо Альдао и Густаво Уррабуру. Вскоре к любительской команде стали присоединяться уругвайцы с двойным (канадским и уругвайским) гражданством, желавшие отдать дань уважения стране, которая в своё время дала им приют и работу.
Первый товарищеский матч «Канадиан» провёл 8 марта 2011 года в Парке АНКАП против команды Второго любительского дивизиона чемпионата Уругвая «Потенсии» и выиграл со счётом 2:0.
В первом же сезоне во Втором любительском дивизионе «Канадиан» занял второе место. В финале чемпионата «канадцы» уступили другой молодой команде «Торке» (1:2) и остались в дивизионе на следующий год. Со второй попытки команда стала чемпионом сезона 2012/13, благодаря чему завоевала путёвку во Второй профессиональный дивизион на следующий год.
Профессиональный дебют команды состоялся 13 октября 2013 года против «Атенаса» и закончился со счётом 1:1. В сезоне 2014/15 «Канадиан» занял пятое место в регулярном чемпионате, но в полуфинале плей-офф за последнюю путёвку в Примеру команда уступила по сумме двух матчей «Бостон Риверу» — 2:4.
Клубные цвета — красно-белые — взяты в честь флага Канады. В логотипе клуба также присутствует флаг Уругвая. В названии клуба присутствует североамериканский вариант названия футбола — «соккер».
У «Канадиан» нет своей домашней арены, на которой можно проводить профессиональные футбольные соревнования, поэтому команда до 2018 года выступала на арене «Вилья Эспаньолы» «Обдулио Варела». В 2018 году «Канадиан» договорился с клубом «Кегвай» о выступлении на их стадионе в городе Толедо (8 км к северу от Монтевидео). Название клуба в протоколах было временно заменено на «Канадиан Кегвай». Однако многие домашние матчи команда продолжала проводить на различных стадионах Монтевидео. По завершении сезона 2020, после очередного неудачного выступления в чемпионате, сотрудничество между клубами прекратилось.

## Достижения
- Чемпион Второго любительского дивизиона (третий по уровню дивизион) (1): 2012/13